# Rabâba
Le rabâba, rabab bédouin, rabab arabe ou rabab du nomade est un instrument musical de la famille du rabâb, qui se retrouve dans les régions arabophones et bédouines du Moyen-Orient, en particulier d'Arabie et du Proche-Orient.
Il a une caisse étroite rectangulaire ou trapézoïdale. C'est un instrument soliste.

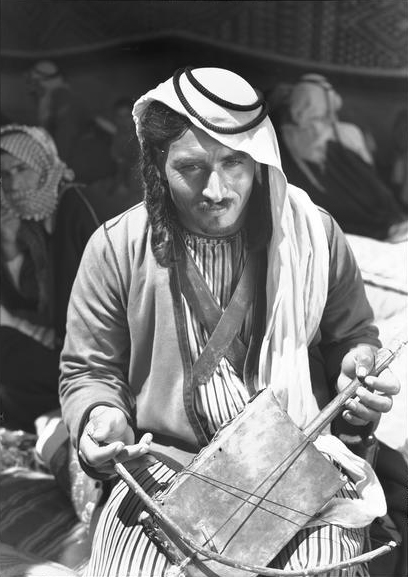
Shibli Mjiali, bédouin de Transjordanie, jouant le rebabah

## Dénominations
L'instrument est également appelé instrument du nomade (Proche-Orient), en arabe rabâbâ du shâ'ir (rabâbâ du barde).
En Irak il est appelé jawza, joza ou joze.
Variantes orthographiques du mot rabâba : rebaba, rebabah, rababah.

## Spécificités et histoire
Il s'est répandu dans différentes régions, y compris en Asie du Sud-Est, par le biais des routes commerciales islamiques.
Le monocorde bédouin dit rabāba est le violon à pointe le plus ancien et le plus connu. Il a une fine cadre en bois, rectangulaire ou cintré, recouvert de peau cousue sur un ou plusieurs côtés. Au Yémen, dans la zone de Tihama sur la Mer Rouge, la rabāba est circulaire et a une caisse de résonance en bois ou en métal. Au début du XIXe siècle, un rectangle type a été utilisé en Egypte, et probablement dans tout le Moyen-orient; cette forme, qui a disparu en Égypte urbaine, avait les mêmes caractéristiques que le rabāba bédouine actuelle.
La version irakienne de l'instrument (jawza ou joza) comporte quatre cordes.
Le bâton de cou du rabāba bédouin, qui tient la cheville unique, perce tout le corps et se prolonge à une extrémité par une pointe de métal. Le crin unique la ficelle est frottée avec de la résine. Pour l'intonation, les joueurs de rabâb fabriquent des frettes mobiles en fil ou en tissu fin bandes nouées autour du cou. Pour produire les trois à cinq notes de cet instrument, le joueur touche le enfilez très légèrement avec les doigts de la main gauche : il est assis les jambes croisées sur le sol, tenant le instrument à un angle avec la pointe sur sa cuisse-une position qui facilite la rotation de l'instrument à droite et à gauche et facilite l'inclinaison. En Arabie Saoudite, Koweït et du Golfe, cette façon de jouer s'appelle yishab al-rabāba ‘tirant la rabāba’, et certains les styles musicaux sont appelés mashūb  « ce qui est tiré ». Le rabâba rectangulaire est utilisé par les bédouins dans la péninsule arabique, en Jordanie, en Irak, en Syrie et Liban; le rabāba cintré se trouve généralement parmi tribus rurales et semi-sédentaires en contact avec les villes à l'est de la Méditerranée.
Le rebab, bien qu'apprécié pour son timbre proche de la voix, a une tessiture très limitée (un peu plus d'une octave) et a été progressivement remplacé dans une grande partie du monde arabe par le violon européen et le kemenche.
La vièle à archet avec une caisse de résonance quadrangulaire en bois est largement répandue dans la péninsule arabique.

Selon Richard Wallaschek, le rebab à archet a été développé sous la culture mahométane. Le rebab était fortement utilisé, et continue de l'être, dans la musique bédouine arabe et est mentionné par Johann Ludwig Burckhardt dans son travelog Travels in Arabia:
"Parmi les instruments, ils ne possèdent que le rababa, (une sorte de guitare), le ney, (une espèce de clarinette) et le tambour, ou tambourin."
Il est appelé joza ou jawza en Irak, d'après le matériau de la caisse de résonance, qui est une coquille de noix de coco. Il existe également un instrument à archet dans la musique persane, appelé kamanche, dont la forme et la structure sont similaires.
Pour un chanteur et musicien de rabab connu voir Hassaan Al-Gazaar Chenani, instrumentiste de rababa arabophone d'Iran.
Au Maroc, le violon monocorde en forme de bol est appelé ribab soussi tandis qu'au Liban, la vièle à une corde de forme quadrangulaire est appelée rabāba. Ce type de type de vièle «... est toujours utilisé de l'Arabie Saoudite au sud à la Syrie au nord et de l'Irak à l'est à la côte méditerranéenne à l'ouest. Il est considéré comme l'instrument principal des nomades (arabes et non arabes) et des populations rurales. ».